# Ebenezer Herrick
Ebenezer Herrick (* 21. Oktober 1785 in Lewiston, Massachusetts; † 7. Mai 1839 ebenda) war ein US-amerikanischer Politiker. Zwischen 1821 und 1827 vertrat er den Bundesstaat Maine im US-Repräsentantenhaus.

## Werdegang
Ebenezer Herrick wurde 1785 in Lewiston geboren, das damals noch Teil von Massachusetts war und seit 1820 zum damals neugegründeten Staat Maine gehört. Er besuchte die öffentlichen Schulen seiner Heimat. Nach einem anschließenden Jurastudium und seiner Zulassung als Rechtsanwalt begann er in Bowdoinham im Lincoln County in seinem neuen Beruf zu praktizieren. Zwischen 1814 und 1818 war er im Handel tätig. Politisch war Herrick Mitglied der Demokratisch-Republikanischen Partei. Im Jahr 1819 wurde er in das Repräsentantenhaus von Massachusetts gewählt. 1820 gehörte er der verfassungsgebenden Versammlung von Maine an und 1821 war er Sekretär im Senat von Maine.
Bei den Kongresswahlen des Jahres 1820 wurde er im fünften Wahlbezirk von Maine in das US-Repräsentantenhaus in Washington, D.C. gewählt. Er war der erste Kongressabgeordnete dieses Distrikts, den er zwischen dem 4. März 1821 und dem 3. März 1823 vertrat. In den Jahren 1822 und 1824 wurde er im dritten Bezirk von Maine erneut in den Kongress gewählt. Dort löste er am 4. März 1823 Mark Langdon Hill ab. Ebenezer Herrick konnte sein Mandat bis zum 3. März 1827 ausüben. In den 1820er Jahren schloss er sich der Fraktion um Präsident John Quincy Adams an. Seine letzten Jahre im Kongress wurden von den heftigen Diskussionen zwischen seiner Partei und den Anhängern des späteren Präsidenten Andrew Jackson überschattet.
Im Jahr 1826 verzichtete Herrick auf eine weitere Kandidatur. Zwischen 1828 und 1829 gehörte er dem Senat von Maine an. Danach zog er sich aus der Politik zurück. Ebenezer Herrick starb am 7. Mai 1839 in seinem Geburtsort Lewiston. Sein Sohn Anson vertrat zwischen 1863 und 1865 den Staat New York im Kongress.